# Serhii Makhno
Serhii Makhno (21 maja 1981 w Kijowie) jest ukraińskim architektem, projektantem i artystą. Jest założycielem MAKHNO Studio.
Jego projekty były wystawiane na Salone del Mobile w Mediolanie, Paris Design Week, Dutch Design Week, Galerie 5 w Singapurze, Gallery G-77 w Kioto oraz Les Ateliers Courbet Gallery w Nowym Jorku.
Serhii Makhno jest członkiem jury Dezeen Awards, International Architecture & Design Awards, Architecture MasterPrize i innych.

## Wczesne życie i edukacja
Serhii Makhno urodził się 21 maja 1981 roku w Kijowie w rodzinie robotniczej. Ma dwóch młodszych braci. Ukończył Kijowski Narodowy Uniwersytet Budownictwa i Architektury na kierunku Projektowanie Środowiska Architektonicznego.

## Kariera
Po ukończeniu studiów w 2003 roku, Serhii Makhno założył MAKHNO Studio, multidyscyplinarną firmę zajmującą się architekturą, projektowaniem wnętrz i projektowaniem produktów.

### Architektura i Design
Studio działa w stylu, który łączy ukraińską autentyczność, sztukę współczesną, naturalność i futuryzm.
Jedną z głównych zasad studia jest łączenie klasycznych elementów z nowoczesnymi pomysłami, wykorzystując tradycyjne rzemiosło i techniki, ale w nowym kontekście.
W tym czasie MAKHNO Studio zdobyło takie globalne nagrody architektoniczne jak The Architecture MasterPrize, IIDA Awards, Restaurant & Bar Design Awards, SBID Awards i inne. W szczególności projekt SHKRUB zdobył jednocześnie kilka prestiżowych nagród architektonicznych w 2020 i 2021 roku.

### Sztuka
Równocześnie z działalnością studia architektonicznego i projektowego, działa warsztat ceramiki. W różnych dziedzinach pracy Makhno ucieleśnia estetykę i filozofię japońskiego wabi-sabi.
Serhii Makhno i jego zespół tworzą meble, oświetlenie, płytki i dekoracje. W 2017 roku otrzymał międzynarodową nagrodę Red Dot Design Award za swoje płytki ceramiczne, a w 2024 roku za innowacyjne bloki wykonane z "żywej" gliny. Również w 2021 roku ceramiczna lampa KHMARA otrzymała Grand Prix na Big See Interior Design Awards oraz nagrodę Interior Design Magazine Awards.
W 2017 roku studio zaprezentowało projekt „Transformation. Silence” na Paris Design Week, a w tym samym roku na Dutch Design Week w Eindhoven w Holandii. W styczniu 2019 roku studio wzięło udział w Maison&Objet w ramach ukraińskiego stoiska zbiorowego z projektem „Ukrsavana”.
W 2019 roku Serhii i jego studio zaprezentowali projekt „Inside. Out” na swoim 100-metrowym stoisku na Salone del Mobile.Milano. Kompozycja ceramicznych mebli i lamp była jednym z głównych trendów wystawy według ArchDaily.
W 2020 roku powstała MAKHNO Art Foundation, mająca na celu zapoczątkowanie nowej fali ukraińskiej sztuki.
W 2022 roku wydał swoją pierwszą kolekcję NFT sztuki ceramicznej, META DIDO. Cyfrowe tokeny reinterpretują serię ceramicznych rzeźb zoomorficznych stworzonych i wydanych w 2019 roku pod nazwą „Dido”.
W listopadzie 2023 roku ręcznie wykonana kolekcja ceramicznych mebli i dekoracji ZEMLYA była wystawiona w Les Ateliers Courbet w Nowym Jorku, USA.

## Wystawy
2017 – Paris Design Week w Paryżu, Francja.
2017 – Dutch Design Week w Eindhoven, Holandia.
2019 – Maison&Objet w Paryżu, Francja.
2019 – Salone del Mobile w Mediolanie, Włochy.
2021 – Expo 2020 Dubai w Dubaju, ZEA.
2023 – Gallery G-77 w Kioto, Japonia.
2023 – Les Ateliers Courbet w Nowym Jorku, USA.
2024 – Galerie 5, International Day of Light w Singapurze.